# 오토 귄셰
오토 귄셰(독일어: Otto Günsche, 1917년 9월 24일 ~ 2003년 10월 2일)는 제2차 세계 대전 당시 독일 슈츠스타펠 소속의 군인이였으며 최종 계급은 소령, 최종 직책은 아돌프 히틀러의 전속부관이었다. 하인츠 링에와 함께 히틀러의 시신을 소각하는 임무를 맡았다.

## 생애
귄셰는 16세의 나이에 중학교를 그만두고 1934년에 히틀러 유겐트에 입단하여 나치당에서 본격적으로 활동을 시작하였다. 여기서 그는 처음으로 히틀러를 만나게 되었다. 큰 키에 수려한 용모로 히틀러의 눈에 띈 그는 1941년에 SS 사관학교를 다녀 장교가 되었으며 무장친위대에서 복무하기 시작했다. 1943년 1월 12일에서 7개월간 히틀러의 부관 임무를 수행하였으며 그 후 6개월간 타 부대 지휘관을 잠시 이행했다가 1944년 3월에 다시 히틀러의 부관이 되었고 히틀러가 죽기 전까지 그와 함께했다. 그 해 7월 20일에 귄셰는 부상을 입기도 하였고 1945년 1월부터는 베를린에 위치해 히틀러의 신변을 경호했다.
나치 독일의 종말이 임박하자 1945년 4월 30일 히틀러와 에바 브라운이 퓌러엄폐호에서 자살하자 귄셰는 그들의 시체를 화장하는 임무를 맡았다. 그들의 사망을 확인한 귄셰는 총통관저 정원에서 대량의 휘발유를 사용해 시체를 소각하였고, 1945년 5월 2일에 소련군에게 포로로 잡혀 모스크바로 연행되었다.
소련과 동독 등지를 전전하며 1956년까지 수감되어있던 귄셰는 그 해에 석방되어 독일로 돌아왔으며, 이후로는 회사를 다니며 평범한 삶을 보내다가 2003년 86세의 나이로 심부전으로 사망했다. 사망 후 그의 시체는 화장되었고 바다에 뿌려졌다.

### 참고 문헌
- Angolia, John (1987). 《For Führer and Fatherland: Military Awards of the Third Reich》. R. James Bender Publishing. ISBN 0912138149.
- Eberle, Henrik; Uhl, Matthias, 편집. (2005). 《The Hitler Book: The Secret Dossier Prepared for Stalin from the Interrogations of Hitler's Personal Aides》. New York: Public Affairs. ISBN 978-1-58648-366-1.
- Galante, Pierre; Silianoff, Eugene (1989). 《Voices from the Bunker》. New York: G. P. Putnam's Sons. ISBN 978-0-3991-3404-3.
- Hamilton, Charles (1984). 《Leaders & Personalities of the Third Reich, Vol. 1》. R. James Bender Publishing. ISBN 0-912138-27-0.
- Hoffmann, Peter (2000) [1979]. 《Hitler's Personal Security: Protecting the Führer 1921-1945》. New York: Da Capo Press. ISBN 978-0-30680-947-7.
- Joachimsthaler, Anton (1999) [1995]. 《The Last Days of Hitler: The Legends, the Evidence, the Truth》. Trans. Helmut Bögler. London: Brockhampton Press. ISBN 978-1-86019-902-8.
- Kershaw, Ian (2008). 《Hitler: A Biography》. New York: W. W. Norton & Company. ISBN 978-0-393-06757-6.
- Linge, Heinz (2009). 《With Hitler to the End》. Frontline Books–Skyhorse Publishing. ISBN 978-1-60239-804-7.
- “Otto Günsche, 86, Who Helped to Burn Hitler's Body, Dies”. 《The New York Times》. Associated Press. 2003년 10월 14일.